# Järna kyrka
För kyrkan i orten Järna i Södermanland, se Överjärna kyrka.
Järna kyrka är en kyrkobyggnad i Järna. Den är församlingskyrka i Järna med Nås och Äppelbo församling i Västerås stift.

## Kyrkobyggnaden
Första stenkyrkan på platsen uppfördes någon gång på medeltiden. Kyrkan bestod av ett långhus med en vidbyggd sakristia av sten i norr och ett vidbyggt vapenhus av trä i söder. Åren 1759 till 1769 genomfördes en ombyggnad då kyrkan förlängdes österut.
Nuvarande kyrka i nyklassicistisk stil uppfördes 1812–1822 efter ritningar av arkitekterna Oscar Sjöström och Axel Almfeldt. Delar av medeltidskyrkan finns bevarade i norra muren. Kyrkan består av ett rektangulärt långhus med ett rakt avslutat kor i öster och ett torn i väster med tornhuv och lanternin. Vid långhusets norra sida finns sakristian som härstammar från gamla kyrkan. Kyrkorummet har tunnvalv med målad kassettering.
Kyrkan eldhärjades 1978 i en anlagd brand då allt brännbart förstördes. Kyrkan byggdes upp igen och återinvigdes 1982.
Läktarorgeln byggdes 1982 av Åkerman och Lunds Orgelbyggeri AB.
| Man I. Ryggpositiv | Man II. Huvudverk | Man III. Svällverk | Pedal         | Koppel |
| ------------------ | ----------------- | ------------------ | ------------- | ------ |
| Principal 8'       | Principal 16'     | Borduna 16'        | Principal 16' |        |
| Blockflöjt 8'      | Oktava 8'         | Principal 8'       | Subbas 16'    |        |
| Oktava 4'          | Tvärflöjt 8'      | Borduna 8'         | Quint 10 2/3' |        |
| Coppula 4'         | Rörflöjt 8'       | Gamba 8'           | Oktava 8'     |        |
| Nasard 2 2/3'      | Nasard 5 1/3'     | Voix céleste 8'    | Borduna 8'    |        |
| Öppen flöjt 2'     | Oktava 4'         | Oktava 4'          | Oktava 4'     |        |
| Ters 1 3/5'        | Spetsflöjt 4'     | Tvärflöjt 4'       | Basun 16'     |        |
| Quint 1 1/3'       | Ters 3 1/5'       | Octavflöjt 2'      | Trumpet 8'    |        |
| Sedecima 1'        | Oktava 2'         | Plein-jeu IV       |               |        |
| Cromorne 8'        | Mixtur V          | Cornett III        |               |        |
| Tremulant          | Cornett V         | Bombarde 16'       |               |        |
|                    | Trumpet 8'        | Basson-Hautbois 8' |               |        |
|                    |                   | Voix humaine 8'    |               |        |
|                    |                   | Clarion 4'         |               |        |
|                    |                   | Tremulant          |               |        |

Kororgeln byggdes 1990 av Johannes Menzel Orgelbyggeri AB.
| Manual C-g3       | Pedal C-f1 | Koppel  |
| ----------------- | ---------- | ------- |
| Gedackt 8' B/D    | Subbas 16' | Man/Ped |
| Fugara 8' B/D     | Gedackt 8' |         |
| Principal 4' B/D  |            |         |
| Täckflöjt 4' B/D  |            |         |
| Kvinta 2 2/3' B/D |            |         |
| Oktava 2'         |            |         |
| Mixtur II         |            |         |
| Tremulant         |            |         |
| Cymbelstjärna     |            |         |

### Webbkällor
- byggnadspresentation
- anläggningspresentation
- Vansbro kommun
- Kyrkan brinner! Rapport från Riksantikvarieämbetet 2004:2